# Maisoncelles-la-Jourdan
Maisoncelles-la-Jourdan é uma ex-comuna francesa na região administrativa da Normandia, no departamento de Calvados. Estendeu-se por uma área de 13,42 km². Em 2010 a comuna tinha 472 habitantes (densidade: 35,2 hab./km²).
Em 1 de janeiro de 2016 foi fundida com as comunas de Vire, Coulonces, Roullours, Saint-Germain-de-Tallevende-la-Lande-Vaumont, Truttemer-le-Grand, Truttemer-le-Petit e Vaudry para a criação da nova comuna de Vire-Normandie.